# Моршанск (станция)
Моршанск — железнодорожная станция Куйбышевской железной дороги.

## История
В 1866 году группа тамбовских помещиков и предпринимателей во главе с губернским предводителем С. Башмаковым обратилась с ходатайством в царское правительство о предоставлении концессии на строительство железной дороги от Ряжска до Моршанска.
Первый поезд прибыл на станцию Моршанск Моршано-Сызранской железной дороги в 1867 году. В этом же году началось строительство Ряжско-Моршанской железной дороги.

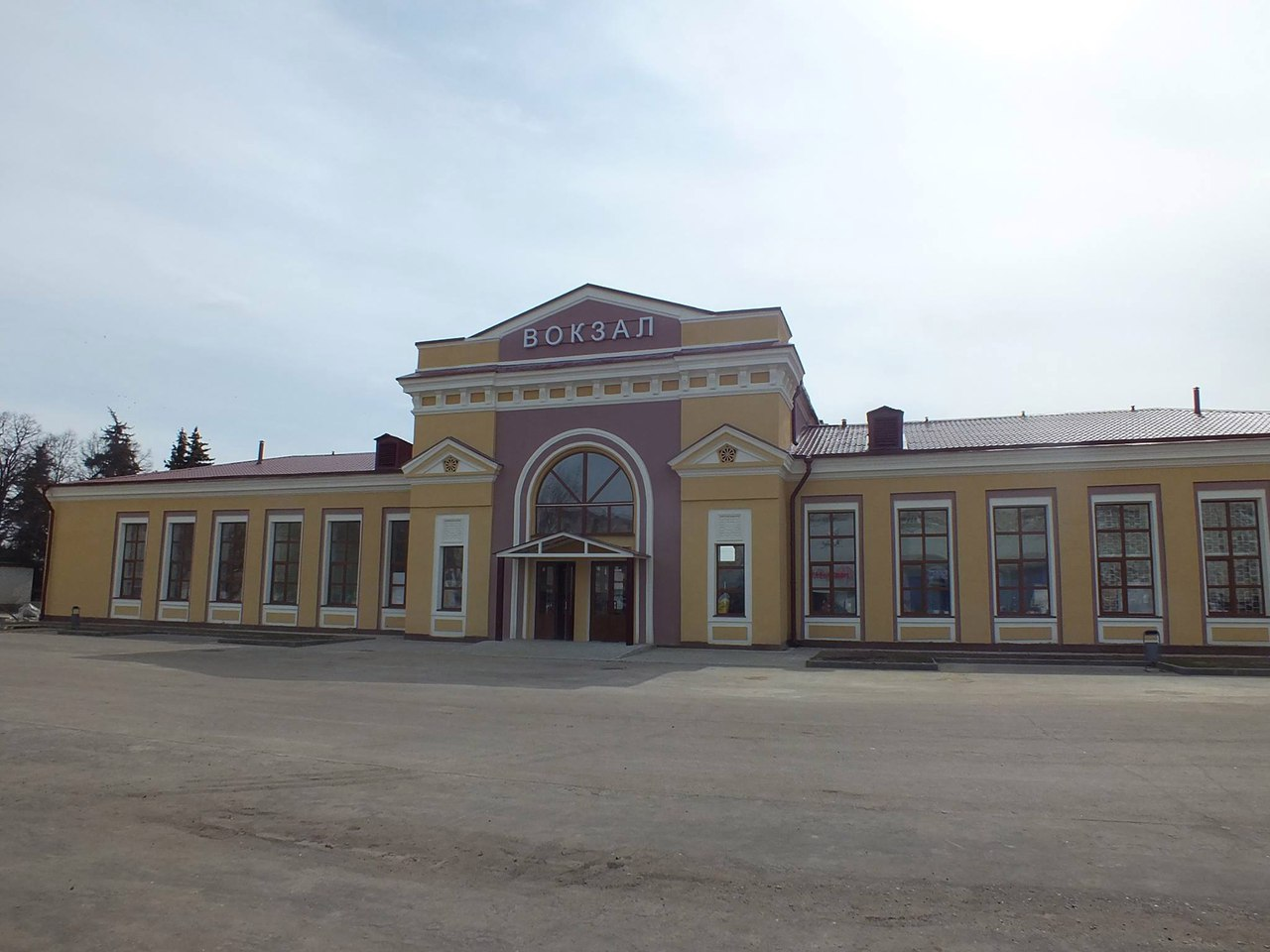

## Движение поездов
| № поезда                        | Маршрут движения                | № поезда                        | Маршрут движения                |
| Круглогодичное движение поездов | Круглогодичное движение поездов | Круглогодичное движение поездов | Круглогодичное движение поездов |
| ------------------------------- | ------------------------------- | ------------------------------- | ------------------------------- |
| 93                              | Пенза — Москва                  | 94                              | Москва — Пенза                  |
| 121 (временно не в расписании)  | Пенза — Москва                  | 122                             | Москва — Пенза                  |
| 131                             | Орск — Москва                   | 132                             | Москва — Орск                   |
| 317 (временно не в расписании)  | Караганда — Барановичи          | 318                             | Барановичи — Караганда          |
| 327 (временно не в расписании)  | Казань — Минск                  | 328                             | Минск — Казань                  |
| Сезонное движение поездов       |                                 |                                 |                                 |
| 425 (временно не в расписании)  | Челябинск — Калининград         | 426                             | Калининград — Челябинск         |